# Trhypochthonius americanus
Trhypochthonius americanus är en kvalsterart som först beskrevs av Ewing 1908.  Trhypochthonius americanus ingår i släktet Trhypochthonius och familjen Trhypochthoniidae. Inga underarter finns listade i Catalogue of Life.